# 힐스테이트 중동
힐스테이트 중동(영어: HILLSTATE Jungdong)는 대한민국 경기도 부천시 원미구 중동에 위치한 아파트다. 초고층 주상복합 오피스텔 단지이다. 총 6개동으로 구성되어 있고 지상 49층, 지하 4층이다. 2018년에 착공하여 2022년에 완공하였다. 아파트와 오피스텔으로 구성된다.

## 역사
2018년 3월 아파트를 분양할 계획이 있다. 5월 분양을 목표로 하고 있지만 6월 분양을 목표로 하고 있는데 7월 분양을 목표로 하고 있다. 7월 아파트와 상업시설 분양이 완료되었다. 같은 해 착공하여 2022년에 점등식을 진행하였다. 같은 해 완공하였고 그 이후에 개장했다.

## 높이
최고 높이는 172m이고 최고 층수는 지상 49층이다. 2022년 부천시에서 지어진 높이 170m 이상의 아파트다. 2012년에 완공된 리첸시아 타워(66층, 241m)보다 낮다. 2012년에 리첸시아 타워(66층, 241m)가 완공되었고 2022년에는 힐스테이트 중동(49층, 172m)가 완공되었다고 보면 된다.

## 특징
아파트, 오피스텔, 상가, 피난안전구역 등이 있다. PIT는 101동 29층, 30층에만 있다. 분양 당시 부천시의 아파트인 힐스테이트 중동은 새로운 랜드마크로 관심을 받았다. 분양 당시 최고 분양가로 분양했다. 엘리베이터는 부천에서 크고 빠른 속도도 빠르다. 부천 최초로 AI놀이터를 도입했다. 부천 최초로 미디어파사드를 사용하고 커튼월룩 최초로 사용하였다.

## 내부 시설

### 101동
| 층수                | 용도                                                   |
| ------------------- | ------------------------------------------------------ |
| 4층 ~ 49층          | 아파트, 상가(4층), 피난안전구역(25층), PIT(29층, 30층) |
| 2층 ~ 3층           | 상가                                                   |
| 1층                 | 로비                                                   |
| 지하 4층 ~ 지하 1층 | 지하주차장                                             |

### 102동 ~ 106동
| 층수                | 용도                                  |
| ------------------- | ------------------------------------- |
| 4층 ~ 49층          | 아파트, 피난안전구역(25층), 상가(4층) |
| 2층 ~ 3층           | 상가                                  |
| 1층                 | 로비                                  |
| 지하 4층 ~ 지하 1층 | 지하주차장                            |

## 같이 보기
- 대한민국의 마천루 목록
- 경기도의 마천루 목록
- 부천시의 마천루 목록